# Anthrenoides paolae
Anthrenoides paolae är en biart som beskrevs av Urban 2005. Anthrenoides paolae ingår i släktet Anthrenoides och familjen grävbin. Inga underarter finns listade i Catalogue of Life.